# Adam Ptáček
Adam Ptáček (ur. 8 października 1980 w Ostrawie) – czeski lekkoatleta, tyczkarz.

## Sukcesy
- srebro olimpijskiego festiwalu młodzieży Europy (Lizbona 1997)[1]
- brąz mistrzostw świata juniorów w lekkoatletyce (Annecy 1998)
- 6. miejsce na mistrzostwach Europy (Monachium 2002)
- srebrny medal halowych mistrzostw świata (Budapeszt 2004)
- 2. miejsce w Superlidze Pucharu Europy (Florencja 2005)
- wielokrotny mistrz i rekordzista kraju

Ptáček reprezentował Czechy podczas igrzysk olimpijskich (Ateny 2004), jednak nie awansował do finału (22. miejsce w eliminacjach).

## Rekordy życiowe
- Skok o tyczce (stadion) – 5,80 m (2002) do 2015 rekord Czech
- Skok o tyczce (hala) – 5,81 m (2003) rekord Czech

Ptáček w 2007 skoczył 5,82 m podczas zawodów pokazowych, wyniki uzyskiwane w tego rodzaju konkursach nie są uznawane przez IAAF.